# Наталия Поклонска
Ната̀лия Владѝмировна Покло̀нска (на руски: Ната́лья Влади́мировна Покло́нская, на украински: Ната́лія Володи́мирівна Покло́нська) е руски политик и юрист. Депутат от VII състав на Държавната дума на Федералното събрание на Руската федерация. Заместник-председател на комитета на Държавната дума по международните въпроси, член на комисията на Държавната дума за разглеждане на разходите на федералния бюджет, насочени към осигуряване на националната отбрана, националната сигурност и правоприлагането.

## Биография
Наталия Поклонска е родена на 18 март 1980 г. в село Алексеевка, Ворошиловградска област (дн. Луганска област), Украинска ССР, СССР. През 1990 г. се премества да живее със семейството си в село Уютное, Сакски район в Крим. През 2002 г. завършва Харковския национален университет по вътрешни работи.